# Caunay
Caunay – miejscowość i gmina we Francji, w regionie Nowa Akwitania, w departamencie Deux-Sèvres.
Według danych na rok 1990 gminę zamieszkiwało 190 osób, a gęstość zaludnienia wynosiła 13 osób/km² (wśród 1467 gmin regionu Poitou-Charentes Caunay plasuje się na 806. miejscu pod względem liczby ludności, natomiast pod względem powierzchni na miejscu 606.).